# Jonathan T. Taplin
Jonathan Trumbull Taplin (né le 18 juillet 1947) est un écrivain, producteur de films et universitaire américain. Il est né à Cleveland, Ohio, et vit à Los Angeles depuis 1973. Taplin est diplômé de l'Université de Princeton en 1969 et est le directeur émérite du laboratoire d'innovation Annenberg à l' école Annenberg de communication et de journalisme de l'Université de Californie du Sud. Taplin est marié à la photographe Maggie Smith et a trois enfants : Daniela Lundberg, productrice de films ; Nicholas Taplin, un ingénieur du son et Blythe Taplin, une avocate des droits de l'homme.
Les premières productions de Taplin concernait ded concerts pour Bob Dylan et The Band. En 1973, il produit le premier grand long métrage de Martin Scorsese, Mean Streets, qui est sélectionné au Festival de Cannes. Entre 1974 et 1996, Taplin a produit 26 heures de documentaires télévisés (dont The Prize et Cadillac Desert pour le Public Broadcasting Service ) et 12 longs métrages dont The Last Waltz, Jusqu'au bout du monde, Under Fire et To Die For . Ses films ont été nommés aux Oscars et aux Golden Globe Awards et sélectionnés six fois au Festival de Cannes. Taplin est l'auteur de Move Fast and Break Things: How Google, Facebook and Amazon Cornered Culture and Undermined Democracy, qui a été publié par Little, Brown and Company en avril 2017. Les nouveaux mémoires de Taplin, The Magic Years: Scenes from a Rock and Roll Life ont été publiés en mai 2021 par Heyday Books. Le journaliste primé Robert Scheer l'a qualifié de "livre vraiment important. . . Les années magiques ne sont pas de la nostalgie. Cela vous place vraiment au premier plan, là où nous sommes."

## Biographie

### Début de carrière dans la production musicale
Taplin a commencé à travailler comme directeur de tournée à temps partiel les week-ends et les vacances scolaires pour Albert Grossman Management à l'été 1965. Grossman était un manager de musiciens folk et rock dans les années 1960, avec des musiciens tels que Bob Dylan, Peter, Paul et Mary, Janis Joplin et The Band. Taplin commence à travailler pour le Jim Kweskin Jug Band pendant ses études à l'Université de Princeton. Il a dirigé des tournées pour Judy Collins en 1967 et a aidé le manager de Collins, Harold Leventhal, à produire A Tribute to Woody Guthrie au Carnegie Hall en janvier 1968; en plus de Collins, Pete Seeger et Arlo Guthrie, le concert mettait en vedette Bob Dylan et The Band lors de leur première apparition en direct depuis 1966. Après avoir obtenu son diplôme de Princeton en mai 1969, Taplin déménage à Woodstock, New York pour occuper le poste de directeur de tournée à plein temps du groupe. À la mi-août de cette année-là, The Band joue au Festival de Woodstock et, fin août, Taplin dirige l'apparition de Bob Dylan et The Band au Festival de l' île de Wight en Angleterre, le premier concert public complet de Dylan en trois ans.
En juin 1971, George Harrison a demandé à Taplin de l'aider avec Ravi Shankar à organiser un concert-bénéfice au Madison Square Garden pour le nouvel État du Bangladesh, qui subissait des conditions de famine extrêmes. Le concert qui en a résulté pour le Bangladesh, avec des apparitions de Harrison, Bob Dylan, Ringo Starr, Eric Clapton et d'autres, a été le premier concert-bénéfice de cette ampleur dans l'histoire du monde. Le concert, le disque et le film ont permis de récolter des millions de dollars pour l' UNICEF . Dans un documentaire sur le concert, Taplin raconte la fameuse histoire d'essayer de faire monter Eric Clapton (en sevrage d'héroïne) sur scène.

### Production cinématographique
Au début 1973, Taplin s'installe à Los Angeles où il rencontre un jeune monteur qui a travaillé sur le documentaire de Woodstock, Martin Scorsese. Scorsese, qui venait de terminer le tournage de son deuxième long métrage, Boxcar Bertha, pour Roger Corman, a montré à Taplin son scénario intitulé Season of the Witch (co-écrit avec Mardik Martin ). Changeant le titre en Mean Streets à la suggestion de leur ami commun Jay Cocks, Taplin a dit plus tard à Peter Biskind que "j'étais assez naïf pour penser que si j'avais pu produire 150 concerts, je pourrais produire un film". Taplin a levé 500 000 $ US indépendamment et Scorsese a choisi Harvey Keitel et Robert De Niro. Tourné en 34 jours, le film a finalement été vendu à Warner Bros. pour distribution. Le film a été salué par de nombreux critiques[Qui ?] comme l'un des films américains les plus originaux des années 1970 ; Pauline Kael, du New Yorker, a déclaré qu'il s'agissait "d'un véritable original, et d'un triomphe du cinéma personnel"  et "d'une sensualité vertigineuse". En 1997, Mean Streets a été sélectionné pour être conservé dans le National Film Registry des États-Unis par la Bibliothèque du Congrès comme étant "culturellement, historiquement ou esthétiquement significatif".
Après Mean Streets, Taplin est producteur de plusieurs films dont La Dernière Valse, Under Fire, Les Aventuriers de la 4e dimension, Jusqu'à la fin du monde, Prête à tout et trois séries documentaires de longue durée The Prize (Public Broadcasting Service), Native Americans ( TBS ) et Cadillac Desert (PBS). Il a également joué un rôle déterminant dans la distribution de Shine lorsqu'il a dirigé la division américaine de Pandora (un distributeur de films basé à Paris qui contrôlait les droits de distribution de Shine ) et a eu une confrontation légendaire avec Harvey Weinstein au Sundance Film Festival .

### Activités entrepreneuriales
En 1984, alors qu'il travaillait comme producteur indépendant chez Walt Disney Pictures, Taplin travaille avec Richard Rainwater et Sid Bass de Fort Worth, Texas, pour aider Disney à contrer une OPA hostile lancée par Saul Steinberg.
Taplin a ensuite rejoint Merrill Lynch Investment Banking en tant que vice-président pour les fusions et acquisitions de médias. Il a été impliqué dans diverses transactions avec des sociétés telles que Viacom et Vestron . En 1996, Taplin fonde le premier service Internet de vidéo à la demande, Intertainer, avec Richard Baskin et Jeremiah Chechik. Les investisseurs comprenaient Intel, Comcast, Microsoft, NBC, Qwest et Sony.
En 2000, le service avait autorisé plus de 7 000 films de Sony, Warner Bros., Universal Studios, Lions Gate Entertainment, Metro-Goldwyn-Mayer et autres. En 2002, l'actionnaire d'Intertainer, Sony, a lancé un service similaire MovieLink dans une joint-venture avec Warner Bros., Universal, MGM et Paramount Pictures. Peu de temps après, les grands studios ont cessé de concéder des licences de films à Intertainer et le service a été contraint de fermer. En septembre 2002, Intertainer a déposé une plainte antitrust contre trois grandes sociétés de divertissement, AOL Time Warner, Vivendi Universal et Sony et leur service en propriété exclusive, Movielink, devant le tribunal de district des États-Unis pour le district central de Californie, division ouest, les accusant de complot en vue de fixer les prix de la distribution numérique de divertissement et de restriction des échanges. En mars 2006, les défendeurs ont conclu un règlement à l'amiable avec Intertainer. Le procès "a été résolu à la satisfaction de toutes les parties". Intertainer s'occupe actuellement d'octroyer des licences à son portefeuille de brevets de vidéo à la demande. Des sociétés telles que Microsoft, Comcast, The Thomson Corporation et Apple Inc. sont actuellement titulaires de licences.